# Bolivianische Billie-Jean-King-Cup-Mannschaft
Die bolivianische Billie-Jean-King-Cup-Mannschaft ist die Tennisnationalmannschaft von Bolivien, die im Billie Jean King Cup eingesetzt wird. Der Billie Jean King Cup (bis 1995 Federation Cup, 1996 bis 2020 Fed Cup) ist der wichtigste Wettbewerb für Nationalmannschaften im Damentennis, analog dem Davis Cup bei den Herren.

## Geschichte
Erstmals am Billie Jean King Cup teilgenommen hat Bolivien im Jahr 1991. Der bislang größte Erfolg ist der Aufstieg in die Kontinentalgruppe I für den Fed Cup 2015.

## Teamchefs (unvollständig)
- Rolando Nieva